# Amyema cauliflora
Amyema cauliflora là một loài thực vật có hoa trong họ Loranthaceae. Loài này được (Merr.) Barlow mô tả khoa học đầu tiên năm 1992.